# Lamar Smith
Lamar Seeligson Smith (Baltimora, 19 novembre 1947) è un politico statunitense, rappresentante per il Partito Repubblicano per lo stato del Texas dal 1987 al 2019.

## Biografia
Smith è stato il rappresentante del ventunesimo collegio elettorale del Texas alla Camera dei Rappresentanti dal 1987 al 2019. Il distretto include la maggior parte delle sezioni più ricche di San Antonio e di Austin, così come quasi tutta la regione denominata Texas Hill Country.
Ha introdotto le leggi SOPA (Stop Online Piracy Act) e PCIP (Protecting Children From Internet Pornographers Act). In merito alla prima sono pervenute molteplici proteste da parte di tantissimi utenti nel web e successivamente alla chiusura da parte dell'FBI statunitense dei noti siti Megaupload e Megavideo e all'arresto dei fondatori, alcuni hacker appartenenti al noto gruppo Anonymous hanno hackerato vari siti tra cui quello dell'FBI stesso.
Anche Wikipedia ha iniziato una protesta contro le proposte di legge SOPA e PIPA.